# Spitz japonês
Spitz japonês[Nota] (em japonês:  スピッツ (犬); 日本スピッツ) é uma raça de cães do tipo spitz oriunda do Japão.  
A origem da raça é incerta, porém, a teoria que tem sido mais aceita é de que o spitz japonês foi criado a partir de duas variedades de cães: O American Eskimo e o spitz alemão, ambos exportados para o Japão em 1910, através da Rússia.[carece de fontes?]
Entre 1920 e 1940, criadores japoneses escolheram os cães da tonalidade mais branca, saudáveis e com traços harmoniosos, buscando o aprimoramento genético. Através desses cruzamentos seletivos, chegou-se ao padrão Spitz Japonês tal qual conhecemos hoje. Após a Segunda Guerra Mundial, esta padronagem foi aceita pelo Kennel Clube do Japão, sendo mantida até os dias atuais. 
No Brasil, existem pouquíssimos cães que se encaixam dentro do Padrão da Raça Spitz Japonês. Isso devido à falta de conhecimento e pela cruza descontrolada feita por canis que visam somente o lucro financeiro.
Os ‘canis comerciais’ que sempre estão com filhotes disponíveis, apenas cruzam seus próprios cães da mesma família (pai e filha, irmãos, mãe e filho), o que acaba sendo devastador para o padrão e saúde da raça Spitz Japonês.
Os filhotes que são resultado de cruza entre parentes geralmente têm uma função do sistema imunológico muito menor do que os outros cães. Isso significa que eles serão muito mais propensos a sofrer de doenças e condições nocivas de todos os tipos, de pequenas infecções e resfriados a condições graves como tumores inesperados (este último vem sendo recorrente no Brasil).
Os únicos criadores renomados no Brasil, da raça Spitz Japonês, são do canil Watanabe Fukuyama Kennel, Ígor Fukuyama e António Podolskì. Ganhadores de inúmeros títulos e que visam uma criação focada no aperfeiçoamento e preservação da raça. 
Muitos dizem que o Spitz Japonês provém do Samoieda, porém esta afirmação não é verídica.[carece de fontes?]